# Youssouf Mulumbu
Youssouf Mulumbu, né le 25 janvier 1987 à Bumbu, une commune de la ville de Kinshasa, est un footballeur international congolais qui évolue au poste de milieu de terrain à l’US Orléans.

## Biographie
Arrivé très jeune avec sa famille en France depuis le Zaïre (ancien nom donné à la République démocratique du Congo), il grandit dans la ville d'Épinay-sous-Sénart, en banlieue parisienne.

## Vie personnelle
Mulumbu est musulman.

### En club
Il entre à 13 ans au centre de formation du PSG, il est sacré champion de France des moins de 18 ans lors de la saison 2005-2006. Le 22 octobre 2006, Guy Lacombe lui fait faire ses débuts en Ligue 1, à 19 ans et 10 mois, face à l'AJ Auxerre il signe son premier contrat professionnel avec le PSG le 13 novembre de la même année. Prometteur, il est un temps suivi par Manchester United. À l'issue de la saison, il est sélectionné en équipe de France des moins de 20 ans qui remporte le tournoi de Toulon.
Il reçoit sa première sélection en équipe de France Espoirs le 21 août 2007 face à l'Italie.
Durant la saison 2007-2008, il est prêté sans option d'achat à l'Amiens SC en Ligue 2 (29 matchs, un but).
Il revient au PSG pour la saison 2008-2009 et dispute notamment quelques rencontres de Coupe de l'UEFA. Il reste toutefois cantonné à un poste de remplaçant.
Le 31 janvier 2009, il est prêté avec option d'achat à West Bromwich Albion jusqu'à la fin de la saison. En juin, West Bromwich Albion est relégué en deuxième division anglaise et Mulumbu rejoint définitivement le club. Il s'y installe comme un titulaire indiscutable de l'équipe, qui obtient la montée après une excellente saison. Il commence la saison 2010-2011 comme titulaire indiscutable et se révèle être un des cadres de son club. Il est élu meilleur joueur du mois de septembre par les supporters qui lui inventent une chanson dans laquelle ils décrivent Mulumbu comme meilleur que le Brésilien Kaká.
Le 24 mai 2015, il est libéré par West Bromwich Albion. Il s'engage pour deux saisons avec Norwich City le 22 juin suivant.
Le 31 août 2018, après une saison disputée à Kilmarnock, il rejoint le Celtic de Glasgow pour une durée de deux ans. Peu utilisé durant la première partie de saison, il envisage de quitter le club à la trêve hivernale.
Le 31 janvier 2019, il est prêté à Kilmarnock.
Le 28 août 2020, il rejoint Kilmarnock.
Le 30 juillet 2021, alors qu'il est libre de tout contrat depuis la fin de son aventure écossaise, il s'engage pour un an avec le FC Saint Eloi Lupopo. Il découvre ainsi la linafoot avec le club de Lubumbashi. Å la fin de la saison, l'équipe termine à la 3e place du championnat et se qualifie donc pour la coupe de la confédération. Le contrat de Youssouf arrive à son terme et, après avoir adressé ses remerciements, il quitte le club.

### Carrière internationale
Mulumbu a évolué avec l'équipe de France des moins de 20 ans, l'équipe de France espoirs puis la sélection de la République démocratique du Congo.
En 2007, Mulumbu a remporté le Tournoi de Toulon avec l'équipe de France des moins de 20 ans.
Le 5 février 2008, Mulumbu participe avec la République démocratique du Congo à un match amical contre l'équipe de France A'.
En août 2010, Mulumbu et huit autres compatriotes « sèchent » un match amical contre l'Égypte criant au manque total d'organisation de la Fédération Congolaise de Football Association (FECOFA). Le sélectionneur de la République démocratique du Congo, Robert Nouzaret, furieux, demande qu'un match de suspension soit attribué à tous les boycotteurs. Mulumbu est immédiatement annoncé comme le chef de file de cette rébellion. « Je souhaiterai que toute la nation congolaise et fans de football prennent connaissance de ma déclaration et non celle divulguée par ci et par là sans fondement. On cherche toujours un bouc-émissaire quand ça va mal et les responsables ne veulent jamais porter leur propre chapeau. Le nouveau sélectionneur est Nouzaret, j'attends de parler directement avec lui et tout sera clair. Moi, j'aime mon pays et j'aimerai porter le maillot des Léopards dans les bonnes conditions. » se défend le joueur.
Le 9 février 2011, il effectue son grand retour lors d'un match contre le Gabon. Cependant, le 23 septembre 2011, il déclare qu'il stoppe définitivement sa carrière internationale à 24 ans à peine, s'expliquant sur son site officiel[réf. nécessaire].
Il décide de revenir en équipe nationale.
En 2013, il prend part à la CAN. La République démocratique du Congo est sortie de la compétition à l'issue de la phase de groupes après avoir fait trois matchs nul contre le Ghana, le Niger puis le Mali. Il est capitaine de la sélection lors de la CAN 2015. La République démocratique du Congo termine à la troisième place de la compétition.
Il effectue son retour en sélection en novembre 2018.
En novembre 2022, il révèle un système de pédocriminalité au sein de la Fédération congolaise de football association.

### Paris Saint-Germain
Mulumbu a débuté au sein du centre de formation du Paris Saint-Germain à l'âge de 13 ans. Le 22 octobre 2006, il a fait ses débuts en Ligue 1 sous la direction de Guy Lacombe, à 19 ans et 10 mois, lors d'un match contre Auxerre[5]. Il a signé son premier contrat professionnel avec le Paris Saint-Germain le 13 novembre 2006. Pendant la saison 2007-2008, il a été prêté à Amiens en Ligue 2, inscrivant un but en 29 matchs.

### West Bromwich Albion
Le 26 janvier 2009, les médias français ont annoncé son arrivée à West Bromwich Albion, club de Premier League, à titre d'essai. Le 2 février 2009, date limite des transferts en janvier, il a été prêté en vue d'un transfert définitif à la fin de la saison. Son premier passage à The Hawthorns a été interrompu par des blessures et il a dû attendre avril pour faire ses débuts en Premier League, entrant comme remplaçant lors d'un match nul 2-2 à Portsmouth. Il a signé un contrat définitif d'un an avec West Bromwich Albion pour un montant de 175 000 £ le 10 juillet 2009.Il a été nommé Joueur de l'Année de West Brom par le club et les supporters à la fin de la saison, et a signé sa troisième prolongation de contrat en 13 mois le 25 juillet 2011, le liant au club jusqu'en 2015 (avec une option d'une année supplémentaire). Le 15 mars 2014, Mulumbu a marqué un but décisif pour West Brom lors de la victoire 2-1 contre Swansea City au Liberty Stadium, offrant à Pepe Mel sa première victoire en tant qu'entraîneur.

### Norwich City
En juin 2015, il a été annoncé que Mulumbu signerait gratuitement pour Norwich City, nouvellement promu, le 1er juillet 2015.Le 3 août 2015, Norwich a annoncé que Mulumbu souffrait d'une fracture du métatarse lors d'un match amical contre Brentford. Cette fracture nécessiterait une intervention chirurgicale et le mettrait hors jeu pendant plusieurs semaines, le privant ainsi du début de saison. Il a finalement fait ses débuts le 27 octobre lors d'un match de Coupe de la Ligue contre Everton, que Norwich a perdu aux tirs au but après un match nul 1-1. Il a fait ses débuts en Premier League quelques jours plus tard, le 31 octobre, lors d'une défaite 2-1 contre Manchester City. Cependant, avec Jonny Howson, Alexander Tettey et Graham Dorrans privilégiés au milieu de terrain, Mulumbu ne sera finalement titularisé qu'à cinq reprises en championnat et deux apparitions comme remplaçant lors de la saison 2015-2016, plus une apparition en FA Cup. La saison se terminera par la relégation de Norwich en Championship.Mulumbu restera à Norwich pour la saison 2016-2017, mais ses possibilités de jouer en équipe première seront à nouveau limitées. Sa dernière apparition sous les couleurs de Norwich aura lieu le 11 février 2017, lors d'une victoire 5-1 contre Nottingham Forest. Le 2 mai, il sera annoncé que Mulumbu fera partie des sept joueurs libérés par Norwich à l'expiration de leur contrat à la fin de la saison.

### Kilmarnock
Le 22 novembre 2017, Mulumbu a signé avec le club de Premiership écossaise de Kilmarnock jusqu'à la fin de la saison 2017-2018. Mulumbu a retrouvé son entraîneur Steve Clarke, qui l'avait également entraîné à West Bromwich.Il a marqué son premier but pour Kilmarnock lors d'une victoire 1-0 contre le Celtic le 3 février 2018. Le 13 juillet 2018, Clarke a annoncé que Mulumbu avait quitté Kilmarnock et qu'il n'était pas prévu qu'il revienne au club.

### Celtic
Le 31 août 2018, Mulumbu a signé un contrat de deux ans avec le Celtic. Mulumbu a été prêté à Kilmarnock le 31 janvier 2019, jusqu'à la fin de la saison 2018-2019,[21] et a joué 12 matchs lors de son deuxième passage au club d'Ayrshire. En juin 2019, Mulumbu a quitté le Celtic après que le club a activé une clause de rupture de contrat.[22] Mulumbu avait disputé trois matchs avec l'équipe de Glasgow.

### Retour à Kilmarnock
Après une année sans football, Mulumbu s'est entraîné avec Kilmarnock en août 2020. Le 28 août, il a fait son retour au club pour un contrat de six mois. Le 11 janvier 2021, Mulumbu a prolongé son contrat jusqu'à la fin de la saison 2020-2021. Il a quitté Kilmarnock en mai 2021 pour la France.

### Saint-Éloi Lupopo
Le 31 juillet 2021, Mulumbu a signé un contrat d'un an avec Saint-Éloi Lupopo, marquant ainsi son retour au Congo. Il a quitté le club à l'expiration de son contrat en août 2022, après avoir terminé troisième du championnat national et réalisé de belles performances en tant que joueur clé de l'équipe.

### Orléans
Le 21 septembre 2023, le club d'Orléans, en Championnat national français, a signé un contrat d'un an avec Mulumbu. Peu après son arrivée, il s'est blessé à l'entraînement, retardant ses débuts.

### En dehors des terrains
Sa famille est originaire de la région de Bandundu. Youssouf Mulumbu est un musulman pratiquant. Il inaugure en juin 2013 sa fondation, basée à Kinshasa, qui vise des projets humanitaires pour la jeunesse congolaise, notamment basés sur l'éducation et le social. La fondation bénéficie du soutien de plusieurs personnalités, comme les footballeurs André Ayew, Alexandre Song, El-Hadji Diouf et Nicolas Anelka.

## Statistiques

### En club
| Saison                | Club                  | Championnat           | Championnat | Championnat | Coupe nationale | Coupe nationale | Coupe de la Ligue | Coupe de la Ligue | Compétition(s) continentale(s) | Compétition(s) continentale(s) | Compétition(s) continentale(s) | Total | Total |
| Saison                | Club                  | Division              | M.          | B.          | M.              | B.              | M.                | B.                | Comp.                          | M.                             | B.                             | M.    | B.    |
| 2006-2007             | Paris SG              | Ligue 1               | 12          | 0           | 2               | 0               | 1                 | 0                 | C3                             | 3                              | 0                              | 18    | 0     |
| août 2007             | Paris SG              | Ligue 1               | 1           | 0           | -               | -               | -                 | -                 | -                              | -                              | -                              | 1     | 0     |
| 2007-2008             | Amiens SC (prêt)      | Ligue 2               | 23          | 1           | 4               | 0               | 2                 | 0                 | -                              | -                              | -                              | 29    | 1     |
| 2008-jan 2009         | Paris SG              | Ligue 1               | -           | -           | -               | -               | 1                 | 0                 | C3                             | 2                              | 0                              | 3     | 0     |
| jan 2009-2009         | West Bromwich (prêt)  | Premier League        | 6           | 0           | -               | -               | -                 | -                 | -                              | -                              | -                              | 6     | 0     |
| Sous-total            | Sous-total            | Sous-total            | 42          | 1           | 6               | 0               | 4                 | 0                 | -                              | 5                              | 0                              | 57    | 1     |
| 2009-2010             | West Bromwich         | Championship          | 40          | 3           | 4               | 0               | 2                 | 0                 | -                              | -                              | -                              | 46    | 3     |
| 2010-2011             | West Bromwich         | Premier League        | 34          | 6           | -               | -               | -                 | -                 | -                              | -                              | -                              | 34    | 6     |
| 2011-2012             | West Bromwich         | Premier League        | 35          | 1           | 1               | 0               | -                 | -                 | -                              | -                              | -                              | 36    | 1     |
| 2012-2013             | West Bromwich         | Premier League        | 28          | 2           | -               | -               | 2                 | 0                 | -                              | -                              | -                              | 30    | 2     |
| 2013-2014             | West Bromwich         | Premier League        | 37          | 2           | -               | -               | 1                 | 0                 | -                              | -                              | -                              | 38    | 2     |
| 2014-2015             | West Bromwich         | Premier League        | 16          | 0           | 1               | 0               | 3                 | 0                 | -                              | -                              | -                              | 20    | 0     |
| Sous-total            | Sous-total            | Sous-total            | 190         | 14          | 6               | 0               | 8                 | 0                 | -                              | -                              | -                              | 204   | 14    |
| 2015-2016             | Norwich City          | Premier League        | 7           | 0           | 1               | 0               | 1                 | 0                 | -                              | -                              | -                              | 9     | 0     |
| 2016-2017             | Norwich City          | Championship          | 14          | 0           | -               | -               | 1                 | 0                 | -                              | -                              | -                              | 15    | 0     |
| Sous-total            | Sous-total            | Sous-total            | 21          | 0           | 1               | 0               | 2                 | 0                 | -                              | -                              | -                              | 24    | 0     |
| 2017-2018             | Kilmarnock            | Scottish Premiership  | 18          | 1           | 2               | 0               | -                 | -                 | -                              | -                              | -                              | 20    | 1     |
| 2018-2019             | Celtic FC             | Scottish Premiership  | 1           | 0           | -               | -               | -                 | -                 | C3                             | 2                              | 0                              | 3     | 0     |
| 2018-2019             | Kilmarnock (prêt)     | Scottish Premiership  | 10          | 1           | 2               | 0               | -                 | -                 | -                              | -                              | -                              | 12    | 1     |
| Total sur la carrière | Total sur la carrière | Total sur la carrière | 282         | 17          | 16              | 0               | 14                | 0                 | -                              | 7                              | 0                              | 319   | 17    |

### En sélection
| Sélection | Année | Statistiques | Statistiques |
| Sélection | Année | Matchs       | Buts         |
| --------- | ----- | ------------ | ------------ |
| RD Congo  | 2008  | 8            | 0            |
| RD Congo  | 2009  | 1            | 0            |
| RD Congo  | 2010  | 1            | 0            |
| RD Congo  | 2011  | 1            | 0            |
| RD Congo  | 2012  | 2            | 1            |
| RD Congo  | 2013  | 7            | 0            |
| RD Congo  | 2014  | 5            | 0            |
| RD Congo  | 2015  | 2            | 0            |
| Total     | Total | 27           | 1            |

## Palmarès
- Vainqueur de la Coupe de la Ligue écossaise en 2019 avec le Celtic FC
- Paris SG :
  - Champion de France des -18 ans : 2006
  - Finaliste du Trophée des champions : 2006
- Équipe de France -20 ans :
  - Vainqueur du Tournoi de Toulon : 2007
- RD Congo
  - Coupe d'Afrique des nations :
    - Troisième : 2015.